# Glibovac
Glibovac (cyr. Глибовац) – wieś w Serbii, w okręgu podunajskim, w gminie Smederevska Palanka. W 2011 roku liczyła 2083 mieszkańców.